# Maria Kazakova
Pour les articles homonymes, voir Kazakova.
Maria Kazakova, née le 2 juillet 1988 à Moscou, est une céiste russe pratiquant la course en ligne.

## Carrière
Maria Kazakova participe aux Championnats du monde de course en ligne 2010 à Poznań et remporte la médaille de bronze en canoë monoplace (C-1) 200 m ainsi que la médaille d'argent en canoë biplace (C-2) 500 m avec Ekaterina Petrova.
Elle est médaillée d'or en C-1 200 m aux Championnats d'Europe de course en ligne 2011 à Belgrade et médaillée d'argent de la même épreuve aux Championnats du monde de course en ligne 2011 à Szeged.
Elle est médaillée d'or en C-1 200 m aux Championnats d'Europe de course en ligne 2013 à Montemor-o-Velho. Elle remporte la médaille d'argent en C-2 500 m aux Championnats du monde de course en ligne 2015 à Milan avec Olesia Romasenko.